# زهير إحدادن
زهير إحدادن (17 يوليو 1929 - 20 يناير 2018). كاتب ومؤرخ وأستاذ تاريخ الإعلام بجامعة الجزائر 3 سابقا، ولد في 17 يوليو سنة 1929 بسيدي عيش في ولاية بجاية.

## عن حياته
حاصل على شهادة دكتوراة دولة في العلوم السياسية من جامعة باريس 2، بعدما تحصل على شهادة الليسانس في اللغة العربية وآدابها من جامعة الجزائر.
كان قبل الاستقلال مناضلا بحزب الشعب الجزائري. كما عمل بجريدة المجاهد إبان الثورة التحريرية. وبعد الاستقلال تقلد عدة وظائف سامية، إلى جانب تكليفه بإدارة المدرسة الوطنية العليا للصحافة وعلوم الإعلام بالجزائر.

## مؤلفاته
تزخر المكتبة الوطنية بعديد مؤلفاته، يبقى أشهرها «مدخل إلى علوم الإعلام والإعلام».

## وفاته
توفي المؤرخ الإعلامي والمجاهد الأستاذ الدكتور زهير إحدادن، عن عمر ناهز 89 عاما، في 20 يناير 2018. ووري الثرى بمقبرة العالية بحضور العديد من الأكاديميين من الأساتذة والطلبة من المدرسة العليا للصحافة وعلوم الإعلام والإعلام. 

## روابط خارجية
- زهير إحدادن تاريخ الصحافة في الجزائر حاوره د عبد الرحمن عزي Prof Abderrahmane Azzi Interviews على يوتيوب.
- البروفيسور "زهير إحدادن" يورى إلى مثواه الأخير بمقبرة العاليا على يوتيوب.